# Portopalo di Capo Passero
Portopalo di Capo Passero är en ort och kommun i kommunala konsortiet Siracusa, innan 2015 provinsen Siracusa, i regionen Sicilien i sydvästra Italien. Kommunen hade 3 932 invånare (2017).